# ایبیام

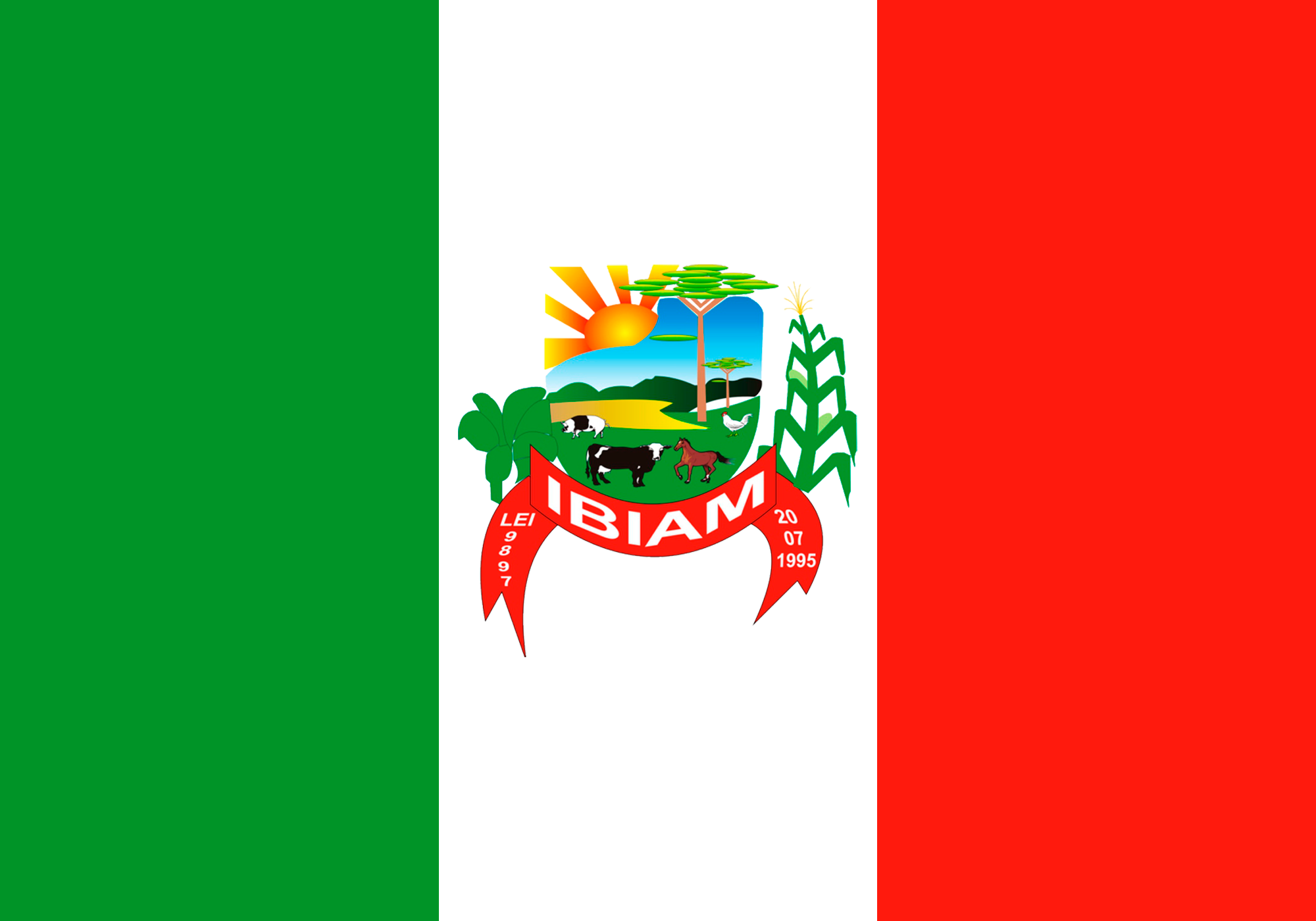
پرچم منطقه ایبیام

ایبیام (به پرتغالی: Ibiam) یک منطقهٔ مسکونی در برزیل است که در سانتا کاتارینا واقع شده‌است. ایبیام ۱٬۹۵۴ نفر جمعیت دارد.